# Iburg (Bad Driburg)

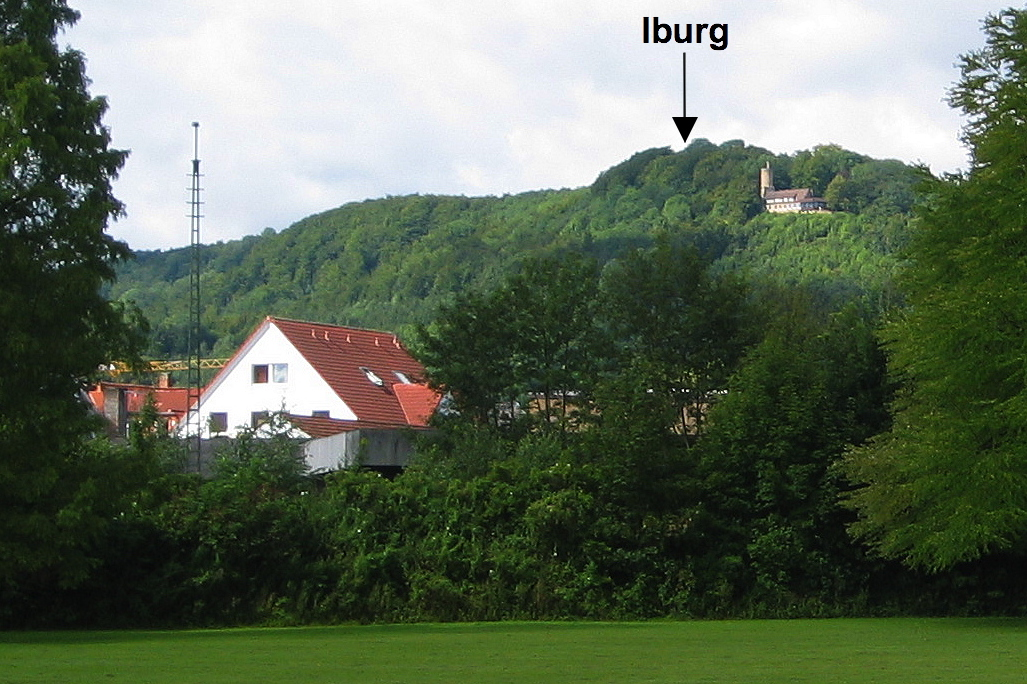
Blick vom Bad Driburger Kurpark zum Berg Iburg (Iberg) mit Kaiser-Karls-Turm und „Sachsenklause“

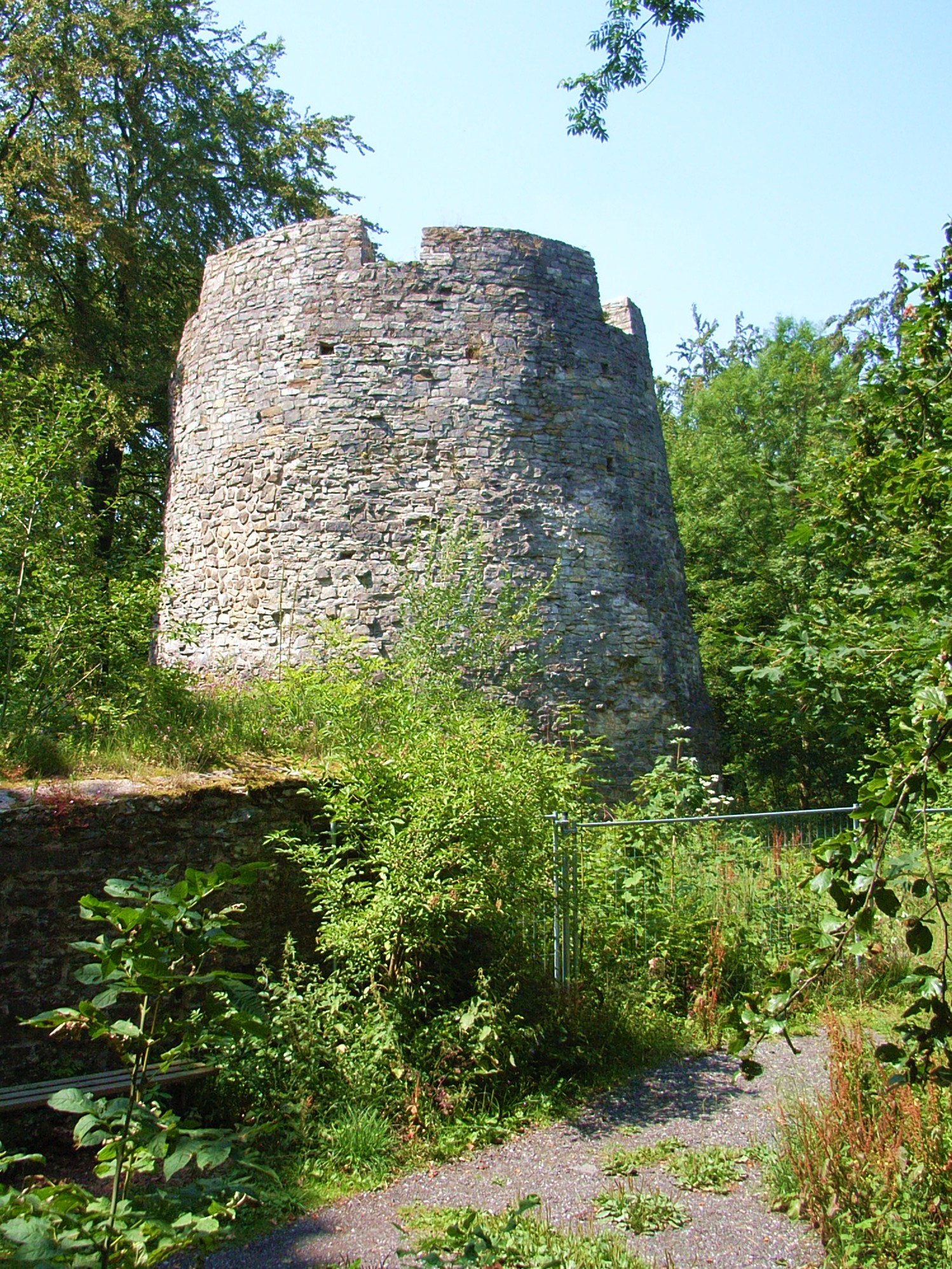
Bergfried, 2011 nach Restaurierungsarbeiten

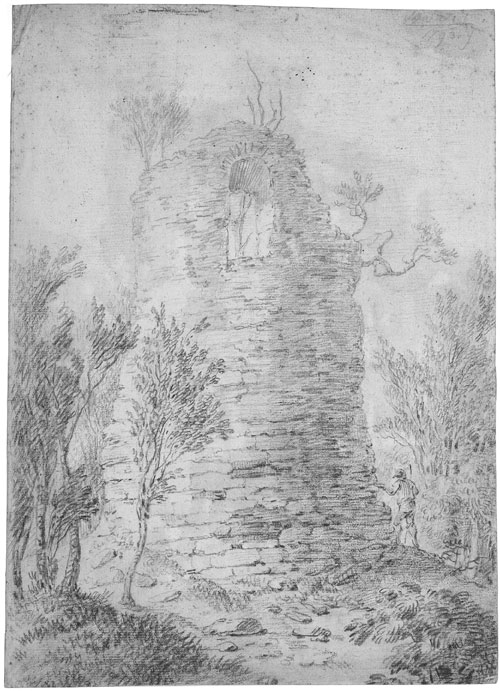
Friedrich Georg Weitsch: Die Iburg, 1793

Die Iburg ist die Ruine einer Höhenburg im Eggegebirge bei Bad Driburg im nordrhein-westfälischen Kreis Höxter. Sie hat ihre Anfänge in den Sachsenkriegen.
Die ganzjährig frei begehbare Burganlage ist zusammen mit dem dortigen Aussichtsturm Kaiser-Karls-Turm und dem Ausflugslokal Sachsenklause beliebtes Ausflugsziel.

## Geographische Lage
Die Ruine liegt im Mittelteil des Eggegebirges innerhalb des Naturparks Teutoburger Wald / Eggegebirge auf dem Berg Iburg (Iberg; 381,2 m ü. NHN), der als bewaldeter und schmaler Bergsporn ins östlich angrenzende Tal von Bad Driburg ragt. Deren Innenstadt befindet sich rund 1,1 km (Luftlinie) nordöstlich der Burg und etwa 1,4 km westsüdwestlich liegt mit der Hausheide (441,4 m) eine der höchsten Erhebungen des Eggegebirges.
Nordöstlich der Iburg steht nahe einer 365,2 m hohen Stelle der 1904 eingeweihte Kaiser-Karls-Turm, von dem nach Osten eine weite Aussicht über Bad Driburg und Umgebung möglich ist. Unmittelbar daneben steht das 1925 eröffnete Ausflugslokal Sachsenklause.

## Geschichte
Die Iburg geht zurück auf eine sächsische Fliehburg aus dem 8. Jahrhundert. Lokale Legenden wollen sie auch als Standort der Irminsul sehen. Neue Forschungen beziehen die Erwähnung des castrum Juberg in den Fränkischen Reichsannalen für das Jahr 753 auf die Iburg bei Bad Driburg, nicht auf Bad Iburg bei Osnabrück.
Die archäologischen Forschungen der Jahre 2000/2003 fanden im westlichen „Sachsenwall“ zwei Mauern aus Kalkstein, die der sächsischen und folgenden fränkischen Burgzeit zugeordnet werden. Nach außen war der Wall mit mächtigen, in den anstehenden Fels eingetieften Palisaden abgestützt.
Karl der Große ließ nach der Eroberung in der ehemals sächsischen Anlage eine Petrus-Kirche errichten, die ab 1231 Archidiakonatskirche war. Er schenkte die Burg 799 der Paderborner Kirche. Ab 1134 beherbergte sie kurzzeitig ein Benediktinerinnen-Kloster, bevor 1189 der Paderborner Bischof Bernhard II hier eine 180 mal 50 Meter große steinerne Ritterburg errichten ließ. Im 15. Jahrhundert verlor die Burg ihre Bedeutung und wurde schließlich 1444 durch Herzog Otto von Braunschweig zerstört und danach nicht wieder aufgebaut. Nach dem Aussterben der Herren von Driburg erbte die Stadt Driburg die Burg und angrenzende Wälder.
Im Jahre 1900 wurden die Iburgruinen freigelegt und erstmals archäologisch untersucht. Seitdem wurden mehrmals Forschungsgrabungen und Erhaltungsmaßnahmen durchgeführt. Schautafeln erläutern die Befunde und die Geschichte.

## Anlage
Die Wallburg aus dem 8./9. Jahrhundert umfasst ungefähr 4 ha Fläche bei einer Größe von ca. 300 × max. 150 m. Ihre Südflanke ist durch einen sehr steil abfallenden Berghang geschützt. Im Westen setzt an der schmalsten Stelle des Sporns der Hauptwall mit streckenweise erhaltenem Außengraben an. Dieser lässt sich 60 m nach Nordwesten und dann 70 m nach Nordosten verfolgen, bis er vom Aushub des hochmittelalterlichen Burggrabens verschüttet ist. Im weiteren Verlauf ist die Umwehrung nur noch als Terrassenkante zu erkennen. Im Westen war ein zweiter, schwächer ausgeprägter Wall mit einem vorgelagerten, 2,50 m breiten Sohlgraben vorhanden. Auf den Hauptwall ist möglicherweise im 10. Jahrhundert eine vermörtelte Kalksteinmauer in Zweischalentechnik von 1,20 m Stärke gesetzt worden. Auf der Ostseite führte ein Kammertor in den Innenbereich. Ein rundes Steinfundament auf dem Hauptwall könnte auf einen Turm hindeuten.
Die hochmittelalterliche Burg besaß eine Größe von ca. 160 × 60 m. Sie war von einem bis zu 20 m breiten und 8 m tiefen Graben und einer 2 m breiten Ringmauer umgeben. Den Zugang bildete ein Torhaus mit Erdbrücke im Norden. Direkt westlich daneben stand ein viereckiger Turm, an den sich zwei Gebäude anschlossen. Unmittelbar vor der westlichen Burgmauer steht die kegelstumpfförmige Ruine eines Bergfriedsvon 13 m Außendurchmesser. Seine Erscheinungsbild wird heute vom ehemaligen Füllmauerwerk geprägt, die frühere Sandsteinschale ist abgetragen worden. Auf der Südseite der Burg sind drei weitere Gebäudegrundrisse – darunter ein Palas – und eine Kirche erfasst worden. Bei den Ausgrabungen wurden unter diesen Gebäuden und der Ringmauer Reste einer älteren Phase dokumentiert.

## Verkehr und Wandern
Auf dem Osthang des Berges Iburg (Iberg), etwa 80 m unterhalb seines Gipfels, verläuft im Abschnitt zwischen Herste, Bad Driburg und Buke in einer langgezogenen Kurve die Bundesstraße 64. Von dem am Westrand der Kernstadt gelegenen Parkplatz (ca. 255 m) am Iburgstadion führt ein 1,15 km langer Weg die B 64 tunnelnd bergauf zum Berggipfel. Der Wanderweg Eggeweg, der Teil von Hermannshöhenweg und Europäischem Fernwanderweg E1 ist und insbesondere auf dem Egge-Hauptkamm verläuft, führt etwa 600 m westlich am Berggipfel vorbei.

## Literarische Erwähnung
Die Iburg ist einer der Schauplätze in dem Epos Dreizehnlinden von Friedrich Wilhelm Weber. Eine Hinweistafel auf der Iburg zitiert diesen Abschnitt des Gedichtes:
Rings der Wälder tiefes Schweigen!

Aus des Tales Nebelhülle

Hob die Iburg ihren Scheitel

In die sternenklare Stille:

Alter Hain, aus dessen Wipfeln

Sonst die Irminsäule ragte,

Die zum Schmerz und Schreck der Sachsen

König Karl zu brennen wagte;

Götterstätte, jetzt umwuchert

Von Gestrüpp und wilden Ranken

Und als Wohnort dunkler Mächte

Scheu gemieden von den Franken.

Lieblich war die Nacht, die kurze,

Vor dem Tag der Sonnenwende;

Auf der Iburg stumpfem Kegel

Flackerten die Opferbrände;

Auf der Iburg stumpfem Kegel

Hatten sich zum Balderfeste

Fromm geschart die Heidenleute,

Gaugenossen, fremde Gäste.

Unter Eichen auf dem Rasen

Stand der Opferstein, der graue,

Neben ihm mit blut’gem Messer

Eine riesenhafte Fraue:

Swanahild, die greise Drude,

Ihres Priesteramts zu walten,

Erzgegürtet; weißes Linnen

Floß um sie in reichen Falten.
Karl Leineweber dichtete über die Iburg:
Wie kann man dich so verkleiden,

Waldumkränzt mit grünen Weiden,

Hier am Fuß der alten Iburg,

Mein geliebtes teures Driburg.

## Sonstiges
Die Iburg ist als Symbol Namensgeber für verschiedene Driburger Institutionen. Dazu zählt beispielsweise das Iburg-Stadion, in dem der TuS Bad Driburg seine Heimspiele absolviert, sowie die Schule unter der Iburg. Bis 2019 fand jedes Jahr auf der Burganlage ein Mittelaltermarkt statt.  